# Up All Night (álbum)
Up All Night é o álbum de estreia da boy band anglo-irlandesa One Direction, lançado em 18 de novembro de 2011 na Irlanda e no Reino Unido, prosseguindo com uma distribuição global no ano seguinte. Depois de terminar em terceiro lugar na sétima temporada do The X Factor em dezembro de 2010, a banda assinou com a Syco Music e começou a gravar o disco na Suécia, no Reino Unido e nos Estados Unidos, trabalhando com diversos compositores e produtores. O projeto deriva principalmente do estilo musical pop e também direciona para o pop rock, dance-pop, teen pop e power pop. Seu conteúdo lírico é constituído em maioria por frases sobre ser jovem, relacionamentos, mágoa e empoderamento. Em apoio ao produto, os integrantes apresentaram as canções de Up All Night em programas televisivos, prêmios musicais e durante a Up All Night Tour.
O álbum recebeu análises em sua maioria positivas dos críticos musicais contemporâneos, muitos dos quais apreciaram a combinação de canções melódicas e cativantes em um material pop, que, embora astutamente produzido, evitou o cinismo comercial, e a postura adult contemporary de alguns de seus antepassados dos anos 80 e 90. Um sucesso internacional, o disco conseguiu o topo das tabelas musicais em dezesseis países, e, até dezembro de 2012, já tinha vendido mais de 2.5 milhões de cópias no mundo todo. Conquistou a segunda posição na UK Albums Chart e, em última análise, se tornou o produto de estreia mais rapidamente vendido no Reino Unido em 2011. Up All Night foi direto para a primeira colocação da Billboard 200, conseguindo um lucro total de 176 mil exemplares em sua primeira semana nas lojas, tornando a One Direction o primeiro grupo britânico na história das paradas estadunidenses a conquistar este feito no primeiro lançamento. Como resultado, os integrantes foram introduzidos ao Guinness World Records. Consoante a Federação Internacional da Indústria Fonográfica, o material foi o terceiro mais vendido em 2012 em todo o globo com mais de 4.5 milhões de cópias.
A One Direction terminou 2012 com dois discos nas cinco primeiras posições dos mais vendidos nos Estados Unidos. Seu produto de apresentação ficou na terceira posição e Take Me Home na quinta, tornando-os o primeiro artista a conseguir emplacar dois trabalhos no top 5 na era da Nielsen SoundScan. Em adição, Up All Night se tornou o disco mais vendido de um grupo musical e o terceiro mais bem-vendido álbum de estreia de 2012. Quatro singles foram lançados a partir do projeto, "What Makes You Beautiful", "Gotta Be You", "One Thing" e "More than This". Os três primeiros conseguiram registrar entrada nas dez primeiras colocações da UK Singles Chart. E, com mais de oito milhões de cópias vendidas em todo o mundo, "What Makes You Beautiful" é um dos singles mais bem-vendidos de todos os tempos.

## Antecedentes e desenvolvimento
Depois de ser formada e terminar em terceiro lugar na sétima temporada do The X Factor em 2010, a One Direction foi assinada por Simon Cowell em um contrato de £ 2 milhões à Syco Records. As gravações de seu álbum de estreia se iniciaram em janeiro de 2011, quando eles viajaram para Los Angeles com o objetivo de trabalhar com o produtor marroquino-sueco RedOne. Em fevereiro de 2011, o grupo e outros nove participantes do programa participaram da X Factor Live Tour. Após a conclusão em abril do mesmo ano, os integrantes continuaram a trabalhar no disco. As sessões em estúdio ocorreram na Suécia, nos Estados Unidos e no Reino Unido, enquanto a banda trabalhava com Carl Falk, Savan Kotecha, Steve Mac, RedOne, Toby Gad e Rami Yacoub, entre outros. O produto também apresenta canções escritas por Ed Sheeran, Kelly Clarkson e Tom Fletcher. Em maio, Kotecha falou com o Digital Spy, e ele elaborou que a One Direction estava "experimentando" sons em seu projeto de estreia. O produtor disse que estava envolvido nos "primeiros estágios" da produção do registro. "As coisas que eu ouvi foram realmente cativantes e todo mundo adora os caras, então é questão apenas de capturar a música, o que eu acho que é o que eles vão fazer". Sonny Takhar, CEO da Syco, em uma edição de agosto de 2011 da Music Week, descreveu o processo de gravação como um "período bastante intensivo" para o grupo. Takhar adicionou que o álbum resultante era um dos melhores discos de pop já feitos pela gravadora nos últimos anos, e que ele estava confiante de que seria um sucesso. Em novembro de 2011, eles assinaram um contrato com a Columbia Records na América do Norte. Steve Barnett, co-presidente da Columbia, disse que não foi uma decisão difícil assinar com a banda. "Outros artistas na mesma categoria tinham ficado um pouco mais velhos", ele disse. "Eu apenas pensei que havia um vazio, e talvez eles pudessem aproveitá-lo e segurá-lo".

## Composição
Up All Night é predominantemente um álbum de música pop que também direciona para os gêneros dance-pop, teen pop, pop rock e power pop, com influências de electropop e rock. A instrumentação do disco é fornecida por cordas de um violão, bateria e um piano. O produto abre com "What Makes You Beautiful", uma canção de andamento rápido derivada dos estilos teen pop e power pop. O riff de guitarra no início foi notado como similar ao de "Summer Nights", do filme Grease. A música possui um refrão baseado em acordes de guitarra; Robert Copsey do Digital Spy o assemelhou a um cruzamento entre "Raise Your Glass" por Pink e "All About You" por McFly. Também apresenta instrumentação de caneca, e sua frase de oito compassos consiste de um gancho com o verso "oh na na na". A segunda faixa, "Gotta Be You", é uma balada de pop rock definida por um andamento mediano. Estabelecida por um arranjo orquestral, sua instrumentação inclui uma guitarra, notas de piano e cordas em abundância. Seu refrão inicia com falsetes que são seguidos por harmonias vocais.
A terceira faixa é "One Thing", uma otimista canção de pop rock. Ela apresenta um ostinato de guitarra "valente" e um refrão "enérgico", com Lewis Corner do Digital Spy apelidando-o de "pronto pra arena". Foram notadas similaridades entre a melodia da composição e a de "I Want It That Way", dos Backstreet Boys. A quarta música, "More than This", é uma balada pop e apresenta sons de sintetizadores. Ela antecede a faixa-título, "Up All Night", uma canção eletropop e dance-pop definida por um andamento mediano. Liricamente, é um hino festivo, com a citação à Katy Perry no refrão sendo notada por várias publicações. O sexto tema, "I Wish", é uma balada pop de andamento mediano. Seu conteúdo lírico foi comparado ao de "Dancing on My Own" por Robyn. A sétima composição, "Tell Me a Lie", é derivada do estilo pop rock, definida por um metrônomo rápido e apresenta uma instrumentação de guitarra proeminente e um tempo pulsante. Esta música foi originalmente definida para Stronger (2011), trabalho de Kelly Clarkson. Clarkson falou à Capital FM sobre como ela estava orgulhosa do resultado. "É uma música bem fofa, eu amo ela. Eu amo que eles tenham gostado. Eles soam muito bem a cantando. Eu já a tenho — estou tão VIP com a cópia no meu computador. É realmente muito boa".
Oitava música no alinhamento, "Taken" é uma balada derivada do estilo musical pop e liricamente é sobre mágoas e relacionamentos. A nona é "I Want", uma canção de andamento rápido do estilo pop rock que apresenta uma linha de piano proeminente. Ela foi co-escrita por The Vaccines. O décimo número, "Everything About You", possui um tempo rápido e evidencia marcas do teen pop e do electropop, e o décimo-primeiro, "Same Mistakes", tem um ritmo mediano que utiliza notas de piano, sintetizadores, e percussão. "Save You Tonight" é mais direcionada ao synthpop, tem um andamento rápido e um arranjo e som retrô. A número treze, última na edição padrão, "Stole My Heart", é uma obra descendente do dance-pop a qual foi notada similaridades com "Dynamite" por Taio Cruz. Na versão deluxe, a primeira canção e décima-quarta contando todo o disco, "Stand Up", possui influências do electropop e do pop rock com um ritmo acelerado. A segunda do alinhamento especial é "Moments", uma balada pop com um andamento mediano. Sua instrumentação inclui notas de violão suavemente dedilhadas e linhas de piano intermediárias. A letra gira em torno de um amor não correspondido. Durante o lançamento do disco no Reino Unido no final de 2011, Louis Tomlinson referiu-se à faixa como sua preferida do disco.

## Lançamento
Up All Night ficou disponível nos formatos de CD e download digital em duas edições; a edição deluxe, em um formato de anuário, possui fotos, citações, as letras da banda e duas faixas extras: "Stand Up" e "Moments". O disco foi lançado pela Syco Music na Irlanda e no Reino Unido em 18 e 21 de novembro de 2011, respectivamente. Na Austrália e na Nova Zelândia foi liberado nos dias 25 e 28 do mesmo mês, e no começo de 2012 foi posto à venda em toda a Europa. Inicialmente, seu lançamento na América do Norte ocorreria em 23 de março de 2012 pela Columbia Records; no entanto, foi redefinido para uma semana antes, especificamente a 13 de março. A gravadora lançou um texto dizendo que "devido à grande demanda dos fãs, seu álbum de estreia será lançado uma semana antes, em 13 de março de 2012".
Para o lançamento norte-americano, os executivos da Columbia usaram de mídias sociais para moldar a campanha de marketing. O co-presidente da empresa discográfica, Steve Barnett, e seu time, decidiram reverter a tática padrão de lançar um single nas estações de rádio. Em vez disso, o selo montou uma campanha de quatro meses visando a construção de uma base de fãs através de mídias sociais antes que uma canção fosse liberada ou tocada nas rádios. A estratégia constituía de pedir à fãs que assinassem petições e entrassem em uma competição de vídeos para ganharem uma apresentação em sua cidade. O resultado foi positivo, enquanto os seguidores da banda no Facebook cresceram de 40 mil para 400 mil. "What Makes You Beautiful" vendeu mais de 131 mil cópias em sua primeira semana, mesmo sem ter sido liberada para as estações radiofônicas. Os programadores das rádios ficaram lotados de pedidos de fãs. Johnny Wright, que gerenciou New Kids on the Block, Backstreet Boys e 'N Sync, disse: "Agora eles estão ligando para as rádios, e as estações ficam coçando a cabeça, falando, 'Nós nem temos essa gravação ainda'. É quase como o retorno dos Beatles. Eu chamo de hype, mas é um hype positivo porque tudo é real. Nada é fabricado. Ninguém pagou essas crianças".

## Crítica profissional
| Críticas profissionais | Críticas profissionais |
| Pontuações agregadas   | Pontuações agregadas   |
| Fonte                  | Avaliação              |
| ---------------------- | ---------------------- |
| Metacritic             | (64/100)               |
| Avaliações da crítica  |                        |
| Fonte                  | Avaliação              |
| Allmusic               | [ 12 ]                 |
| Billboard              | (Positiva)             |
| Entertainment Weekly   | (B+)                   |
| Daily Star             | (8/10)                 |
| Digital Spy            | [ 34 ]                 |
| The Independent        | [ 35 ]                 |
| MSN Music              | [ 36 ]                 |
| PopMatters             | (7/10)                 |
| Rolling Stone          | [ 11 ]                 |
| USA Today              | [ 20 ]                 |

O disco recebeu análises geralmente positivas dos críticos musicais. No Metacritic, que atribui uma nota média de no máximo 100 com base em revisões dos críticos, o álbum recebeu uma média de 64, indicando "críticas geralmente favoráveis". Matthew Chisling do Allmusic elogiou o trabalho por seu apelo ao público adolescente: "Com um potencial ilimitado para o momento, esta é uma coleção perfeitamente medida e orientada". Zachary Houle, em revisão para o PopMatters, adjetivou o produto de "uma louvável adição ao panteão boy band e "uma fatia bem trabalhada do pop a qual você pode estourar bolhas". Robert Copsey do portal britânico Digital Spy elogiou Up All Night por "uma coleção de pop rock com refrões assassinos" e o resumiu como "uma adorável e esperada estreia com uma quantidade surpreendente de trapaça". Para a Cosmopolitan, Sophie Goddard louvou o álbum por uma coleção de "toe-tappers os quais é impossível não gostar".
O jornalista musical do The Independent, Simon Price, deu duas estrelas de cinco máximas ao primeiro trabalho da banda, e disse: "O álbum consiste de quinze parcelas de um inofensivo pop radiofônico diurno, o qual metade das canções parecem 'I Want It That Way' dos Backstreet Boys e a outra parece 'Free Fallin'' de Tom Petty, e vai vender zilhões". John Earls do periódico Daily Star elogiou o grupo por criar um registro "que não toma o caminho mais fácil", gracejando que ele possui "grandes personalidades" e "hinos pop divertidos", enquanto Jody Rosen da Rolling Stone criticou a "falta de personalidade" do resultado. Ele comparou os integrantes à Justin Bieber, relatando que "enquanto Justin tem charme, aquele tom vocal arranhado e revelador e carisma real, a One Direction é apenas [formada de] cinco garotos bonitos com algumas músicas decentes e não muita personalidade". Adam Markovitz da Entertainment Weekly percebeu que Up All Night "não vai ajudar o grupo a ganhar respeito nos círculos musicais. Mas se um empério tween-pop é o que esses caras estão procurando, eles definitivamente estão no caminho certo".
Em uma análise detalhada, Jason Lipshutz da Billboard escreveu: "[o disco] demonstra uma originalidade no som que era necessária para a revitalização do movimento boy band. O electropop que atualmente domina o Top 40 das rádios é perfeitamente tecido às harmonias pop tornadas padrão por 'N Sync, Backstreet Boys e 98 Degrees — a faixa-título, por exemplo, parece uma mistura de "Larger than Life" e uma canção de LMFAO, e inclui ainda uma referência à Katy Perry. Up All Night tem seus pontos altos e baixos, mas a One Direction completa duas tarefas importantes em sua estreia: entalha um sucesso duradouro como 'What Makes You Beautiful', e olha para frente ao invés de para trás. Prepare-se para ouvir muito mais de One Direction". Matthew Horton para a Virgin Media opinou que a gravação transborda de "enérgico pop rock", e considerou a dançante "Stole My Heart": "O único deslize, o que só reforça a sua decisão de ir para o pop rock". Em revisão para o MSN Music, Ben Chalk chamou o álbum de "manufaturado, calculado e comercial", avaliando que o resultado "é um arrolhante disco pop". Em sua revisão, também elogiou a sua coleção de singles: "[Up All Night] é uma coleção de pedras preciosas altamente polidas, que conhece seu mercado e o dá o que ele quer".

## Singles

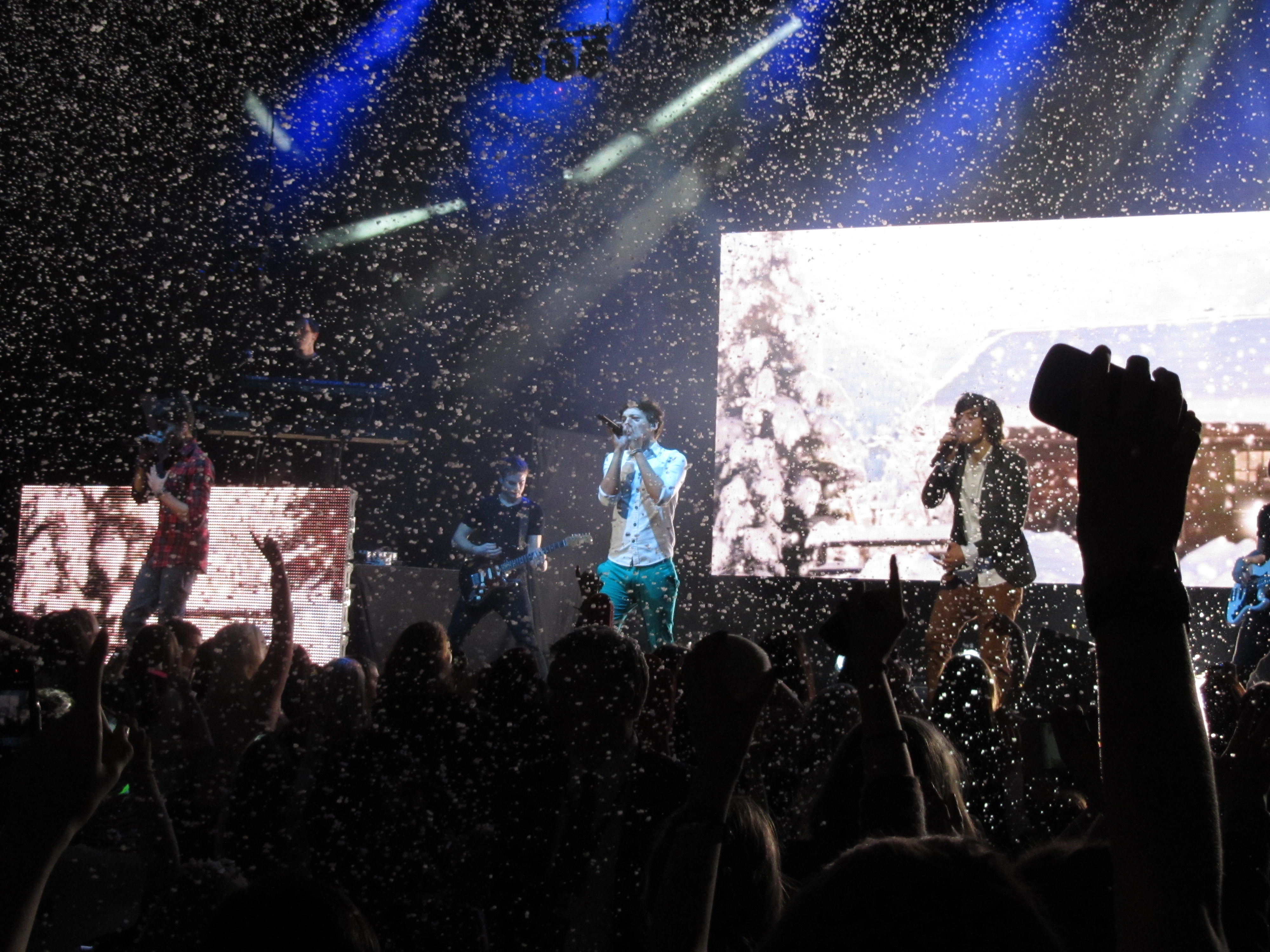
One Direction apresentando "One Thing" durante a Up All Night Tour.

"What Makes You Beautiful" foi lançada como o single inicial de Up All Night em setembro de 2011 e debutou na liderança da tabela britânica UK Singles Chart após ser o single da Sony Music Entertainment mais baixado durante a sua pré-venda, comercializando 153.965 downloads digitais em sua semana de lançamento. A faixa também culminou nas tabelas irlandesas e escocesas, enquanto atingiu as dez melhores posições na Austrália, na Bélgica, no Canadá, nos Estados Unidos, no Japão e na Nova Zelândia. Em território estadunidense, a faixa foi lançada em fevereiro de 2012, com a banda conquistando o maior debute de um artista britânico desde 1998 ao estrear no 28º posto da Billboard Hot 100. Atingiu um pico de número quatro na tabela supracitada, bem como o quinto posto nos periódicos genéricos Adult Pop Songs, Hot 100 Airplay, Pop Songs e a liderança da Hot Dance Club Songs. Até 2012, vendeu mais de três milhões de downloads digitais, qualificando-o como o single mais vendido de todos os tempos por uma boy band digitalmente. Totalizou mais de oito milhões de cópias vendidas mundialmente, sendo um dos singles mais vendidos de todos os tempos. Durante os Brit Awards de 2012, venceu a condecoração de Best British Single.
"Gotta Be You" serviu como a segunda faixa de trabalho de Up All Night em novembro de 2011 apenas na Irlanda e no Reino Unido. Atingiu um pico de número três nas tabelas musicais de ambos os países. "One Thing" foi lançada como o terceiro single do material em janeiro de 2012, sendo comercializada no Reino Unido apenas no mês seguinte. Em maio do mesmo ano, foi enviada às rádios mainstream estadunidenses como o segundo single do disco. Conquistou as colocações de número seis e nove nas tabelas da Irlanda e no Reino Unido, sendo o terceiro single consecutivo do grupo a atingir a dez melhores posições em tais tabelas. Consequentemente, foi a segunda música mais vendida em território britânico naquele ano, vendendo 154 mil unidades. Na Austrália, a boy band tornou-se o segundo ato a conquistar duas canções entre as dez mais vendidas em uma mesma semana do ano de 2012, com "One Thing" e "What Makes You Beautiful" atingindo as colocações de número três e dez, respectivamente, na semana de 7 de maio de 2012. Nos Estados Unidos, conseguiu o 39º posto e foi certificado platina pela Recording Industry Association of America (RIAA), comercializando 1 milhão de cópias em território estadunidense. "More than This" foi confirmada como o quarto e último single do álbum em maio de 2012 através da Sony Music Australia. Lançada digitalmente no mesmo mês, obteve um sucesso baixo em comparação aos singles anteriores do disco, atingindo um sucesso moderado na Austrália, na Irlanda e no Reino Unido.

## Divulgação

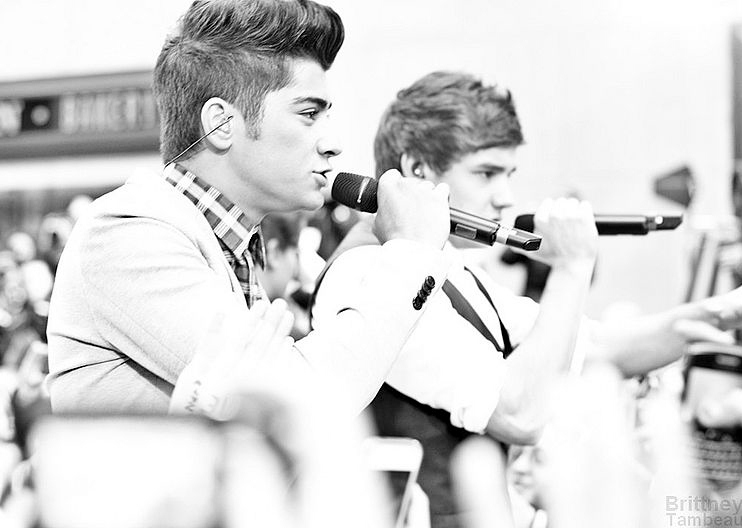
Malik e Payne interpretando "What Makes You Beautiful" no Rockefeller Center em 12 de março de 2012.

A banda apresentou "What Makes You Beautiful" no Red or Black? em 10 de setembro de 2011. A interpretação começou com os apresentadores Ant & Dec anunciando que os garotos estavam supostamente atrasados para a aparição, e então entrou no ar um vídeo do grupo embarcando em um metrô de Londres cheio de fãs, enquanto a versão de estúdio da faixa começava a tocar. Cada admirador no meio de transporte ganhou um bilhete numerado. O grupo e os fãs desembarcaram do metrô e seguiram o caminho até o estúdio televisivo, onde o restante da obra foi apresentada ao vivo. Após o término, Styles pegou um bilhete dos que estavam sendo jogados ao palco. O número correspondia à um cartão de um fã do metrô; a cor da blusa do admirador era a resposta do desafio do programa. Eles cantaram a mesma canção em conjunto com o lado B "Na Na Na" no BBC Radio 1 Teen Awards em 9 de outubro seguinte. Também se apresentaram com o single ao abrir o teleton Children in Need de 2011, em 19 de novembro. Continuaram a divulgação no Jingle Bell Ball da Capital FM, realizado em 4 de dezembro de 2011 na O2 Arena, onde cantaram "Gotta Be You", "One Thing" e "What Makes You Beautiful". Interpretaram um medley de "She Makes Me Wanna" e "What Makes You Beautiful" com JLS na final da oitava temporada do The X Factor, em 10 de dezembro, que elegeu Little Mix as vencedoras. Também foram ao Dancing on Ice no dia 5 de fevereiro de 2012 e apresentaram-se com "One Thing" e "What Makes You Beautiful".
Na Itália, o grupo interpretou "What Makes You Beautiful" no Festival de Sanremo de 2012 em 14 de fevereiro. Na França, os garotos apresentaram "One Thing" e "What Makes You Beautiful" no Le Grand Journal oito dias depois. Nos Estados Unidos, apresentaram as duas faixas e "More than This" para o Today no Rockefeller Center em 12 de março. Cerca de 15 mil fãs desceram sobre a praça. Também interpretaram "What Makes You Beautiful" nos Kids' Choice Awards de 2012, realizados em 31 de março e organizados pela Nickelodeon. Participaram ainda de um episódio da série iCarly, produzida pelo mesmo canal, onde cantaram a mesma faixa. O capítulo, intitulado "iGo One Direction", foi  ao ar em 4 de abril de 2012 e teve uma audiência de 3.9 milhões de espectadores. Continuaram a promoção em território estadunidense no programa de comédia Saturday Night Live, onde apresentaram os dois primeiros singles do álbum e apareceram em um esquete com Sofía Vergara. O episódio foi exibido em 7 de abril de 2012. Na Austrália, a banda participou do 54.º Logie Awards, onde cantaram as duas músicas de trabalho e também entregaram o prêmio de "Most Popular New Female Talent", em 15 de abril de 2012. No dia 12 de agosto, realizaram uma performance de "What Makes You Beautiful" na Cerimônia de encerramento dos Jogos Olímpicos de Verão de 2012, que representou a transferência para o Rio de Janeiro como sede dos Jogos Olímpicos de Verão de 2016.

### Turnê

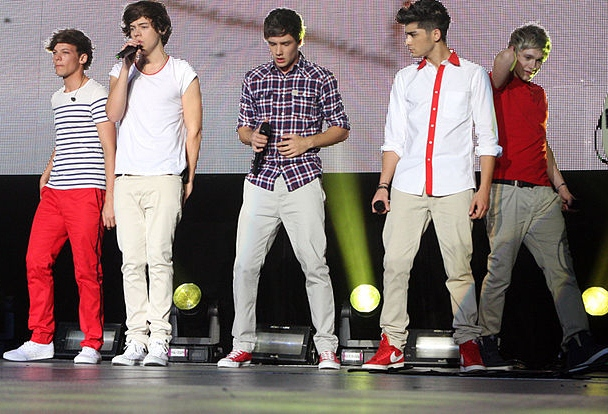
One Direction se apresentando em Sydney durante a Up All Night Tour.

A turnê britânica de estreia da banda, a Up All Night Tour, foi anunciada em 27 de setembro de 2011. Ela começou em 18 de dezembro de 2011 em Watford, Inglaterra, e terminou em 26 de janeiro de 2012 em Belfast, Irlanda do Norte. As apresentações no Reino Unido e na Irlanda foram um sucesso imediato — surgiram rumores que alguns se esgotaram em menos de dez segundos. Em fevereiro de 2012, a One Direction anunciou a etapa australasiana da digressão, as datas definidas para abril de 2012, em cidades como Sydney, Brisbane, Melbourne, Auckland e Wellington. Assim que a primeira etapa da turnê foi concluída, o conjunto se juntou à Big Time Rush como ato de abertura da Better With U Tour. Em 21 de março de 2012, foi anunciada a etapa norte-americana. Foi definido que ela se iniciaria em 24 de março e compreenderia 26 apresentações. Pouco após o anúncio, o britânico Olly Murs foi confirmado como ato de abertura de datas selecionadas. Durante a digressão, os garotos interpretaram versões de "Use Somebody" de Kings of Leon, "Stereo Hearts" de Gym Class Heroes, "Valerie" de The Zutons, "Torn" de Ednaswap e "I Gotta Feeling" de Black Eyed Peas. Uma gravação da turnê, intitulada Up All Night: The Live Tour, foi lançada em 28 de maio de 2012.

## Lista de faixas
| N.º            | Título                     | Compositor(es)                                                                              | Produtor(es)                       | Duração |  |
| 1.             | "What Makes You Beautiful" | Rami Yacoub, Carl Falk, Savan Kotecha                                                       | Yacoub, Falk                       | 3:18    |  |
| 2.             | "Gotta Be You"             | Steve Mac, August Rigo                                                                      | Mac                                | 4:04    |  |
| 3.             | "One Thing"                | Yacoub, Falk, Kotecha                                                                       | Yacoub, Falk                       | 3:17    |  |
| 4.             | "More than This"           | Jamie Scott                                                                                 | Brian Rawling, Paul Meehan         | 3:48    |  |
| 5.             | "Up All Night"             | Kotecha, Matt Squire                                                                        | Squire                             | 3:12    |  |
| 6.             | "I Wish"                   | Yacoub, Falk, Kotecha                                                                       | Yacoub, Falk                       | 3:35    |  |
| 7.             | "Tell Me a Lie"            | Kelly Clarkson, Tom Meredith, Shep Solomon                                                  | Meredith, Solomon                  | 3:15    |  |
| 8.             | "Taken"                    | Toby Gad, Lindy Robbins, Harry Styles, Liam Payne, Louis Tomlinson, Niall Horan, Zayn Malik | Gad                                | 3:55    |  |
| 9.             | "I Want"                   | Tom Fletcher                                                                                | Richard "Biff" Stannard, Ash Howes | 2:51    |  |
| 10.            | "Everything About You"     | Steve Robson, Wayne Hector, Styles, Payne, Tomlinson, Horan, Malik                          | Robson                             | 3:35    |  |
| 11.            | "Same Mistakes"            | Robson, Hector, Styles, Payne, Tomlinson, Horan, Malik                                      | Robson                             | 3:37    |  |
| 12.            | "Save You Tonight"         | RedOne, BeatGeek, Jimmy Joker, Teddy Sky, AJ Junior, Alaina Beaton, Kotecha                 | RedOne, BeatGeek, Joker            | 3:24    |  |
| 13.            | "Stole My Heart"           | Scott, Meehan                                                                               | Rawling, Meehan                    | 3:25    |  |
| Duração total: | Duração total:             | Duração total:                                                                              | Duração total:                     | 45:12   |  |

| Faixas bônus da Limited Yearbook Edition |            |                            |              |         |  |
| N.º                                      | Título     | Compositor(es)             | Produtor(es) | Duração |  |
| 14.                                      | "Stand Up" | Roy Stride, Josh Wilkinson | Stannard     | 2:53    |  |
| 15.                                      | "Moments"  | Ed Sheeran, Si Hulbert     | Hulbert      | 4:22    |  |

| Edição souvenir lançada em Austrália, México, Filipinas e Nova Zelândia |                          |              |         |  |
| N.º                                                                     | Título                   | Produtor(es) | Duração |  |
| 16.                                                                     | "Another World"          | RedOne       | 3:23    |  |
| 17.                                                                     | "Na Na Na"               | Squire       | 3:05    |  |
| 18.                                                                     | "I Should've Kissed You" | Robson       | 3:34    |  |

| Faixa alternativa da edição estadunidense |                                               |                        |              |         |  |
| N.º                                       | Título                                        | Compositor(es)         | Produtor(es) | Duração |  |
| 2.                                        | "Gotta Be You" (Versão estadunidense de 2012) | Steve Mac, August Rigo | Mac          | 4:01    |  |

| Faixas bônus da edição italiana |                 |                                                            |              |         |  |
| N.º                             | Título          | Compositor(es)                                             | Produtor(es) | Duração |  |
| 14.                             | "Another World" | Jannusi, Bilal Hajji, Eric Sanicola, Geo Slam, RedOne, Sky | RedOne       | 3:23    |  |
| 15.                             | "Na Na Na"      | Iain James, Kotecha, James Murray, Squire, Mustapha Omer   | Squire       | 3:05    |  |

| Faixas adicionais da edição alemã |                            |                                                           |             |         |  |
| N.º                               | Título                     | Compositor(es)                                            | Producer(s) | Duração |  |
| 14.                               | "Another World"            | Jannusi, Bilal Hajji, Eric Sanicol, Geo Slam, RedOne, Sky | RedOne      | 3:24    |  |
| 15.                               | "Na Na Na"                 | Iain James, Kotecha, James Murray, Squire, Mustapha Omer  | Matt Squire | 3:06    |  |
| 16.                               | "I Should Have Kissed You" | Robson, Ina Wroldsen                                      | Robson      | 3:37    |  |

## Desempenho nas tabelas musicais
De acordo com a Nielsen SoundScan, Up All Night comercializou 176 mil cópias em sua semana de lançamento nos Estados Unidos, debutando na liderança da Billboard 200, cujo êxito a tornou como a primeira boy band britânica a debutar na liderança da tabela com seu primeiro álbum; com isso, os integrantes foram submetidos ao Guinness World Records. Em julho de 2012, ao serem avaliadas vendas de um milhão de unidades do disco em território estadunidense, a Recording Industry Association of America (RIAA) o certificou como platina. Up All Night também tornou-se o primeiro álbum de uma boy band a comercializar 500 mil cópias digitais no país. Foi o terceiro álbum mais vendido no país em 2012, com mais de 1 milhão e 620 mil unidades compradas. Até fevereiro de 2014, conquistou mais de dois milhões cópias vendidas nos Estados Unidos, e então a RIAA emitiu a certificação de platina dupla. No Canadá, o álbum debutou na primeira posição da Canadian Albums Chart com 35 mil cópias vendidas, tornando-se o primeiro grupo internacional a estrear na liderança da tabela desde o início da era da Nielsen SoundScan (após maio de 1991), e foi posteriormente certificado platina tripla pela Music Canada, reconhecendo mais de 240 mil unidades comercializadas em território canadense.
No Reino Unido, Up All Night debutou na vice-liderança da UK Albums Chart com 138.631 cópias vendidas, sendo barrado do topo por Talk That Talk, da barbadense Rihanna. De acordo com a The Official Charts Company, foi o décimo sexto álbum mais vendido de 2011 em território britânico, com 468 mil unidades comercializadas. No ano seguinte, foi o décimo quinto álbum mais vendido na região, com 372 mil exemplares e, até 8 de dezembro do mesmo ano, comercializou 777 mil unidades no Reino Unido. De início, a British Phonographic Industry (BPI) reconheceu vendas de 600 mil cópias do projeto no território, e o certificou como platina; no entanto, o produto conquistou vendas de mais de novecentas mil unidades; sendo assim, a BPI emitiu uma certificação de platina tripla. Em dezembro de 2013, o produto já havia ultrapassado a marca de um milhão de cópias vendidas em solo britânico. Na Irlanda, o álbum permaneceu durante cerca de seis meses entre os vinte álbuns mais vendidos no país, conseguiu atingir a liderança na lista publicada pela Irish Recorded Music Association (IRMA). Culminou nas tabelas de álbuns da Austrália e da Nova Zelândia, sendo que a primeira nação o qualificou como platina quádrupla, enquanto a segunda o certificou como platina tripla. De acordo com a Federação Internacional da Indústria Fonográfica, o material foi o terceiro mais vendido mundialmente no ano de 2012, comercializando mais de 4.5 milhões de cópias.
| Tabela musical (2011-12)                                      | Melhor posição |
| ------------------------------------------------------------- | -------------- |
| Alemanha (Media Control Charts)                               | 9              |
| Argentina (CAPIF Albums Chart)                                | 4              |
| Austrália (ARIA Charts)                                       | 1              |
| Áustria (Ö3 Austria Top 40)                                   | 18             |
| Bélgica (Ultratop 50 de Flandres)                             | 7              |
| Bélgica (Ultratop 40 da Valônia)                              | 27             |
| Brasil (Associação Brasileira dos Produtores de Discos)       | 6              |
| Canadá (Canadian Albums Chart)                                | 1              |
| Croácia (Hrvatska diskografska udruga)                        | 1              |
| Dinamarca (Tracklisten)                                       | 5              |
| Escócia (The Official Charts Company)                         | 2              |
| Espanha (Productores de Música de España)                     | 4              |
| Estados Unidos (Billboard 200)                                | 1              |
| Finlândia (IFPI Finlândia)                                    | 4              |
| França (Syndicat National de l'Édition Phonographique)        | 15             |
| Grécia (IFPI Grécia)                                          | 7              |
| Hungria (Magyar Hanglemezkiadók Szövetsége)                   | 6              |
| Irlanda (Irish Recorded Music Association)                    | 1              |
| Itália (Federazione Industria Musicale Italiana)              | 1              |
| Japão (Oricon)                                                | 6              |
| México (Mexican Albums Chart)                                 | 1              |
| Noruega (VG-lista)                                            | 9              |
| Nova Zelândia (Recording Industry Association of New Zealand) | 1              |
| Países Baixos (MegaCharts)                                    | 7              |
| Polônia (Związek Producentów Audio Video)                     | 6              |
| Portugal (Associação Fonográfica Portuguesa)                  | 3              |
| Chéquia (IFPI Česká Republika)                                | 12             |
| Reino Unido (UK Albums Chart)                                 | 2              |
| Suécia (Sverigetopplistan)                                    | 1              |
| Suíça (Schweizer Hitparade)                                   | 18             |
| Taiwan (G-Music)                                              | 1              |

| Tabela musical (2011)                                         | Posição |
| ------------------------------------------------------------- | ------- |
| Austrália (ARIA Charts)                                       | 47      |
| Irlanda (Irish Recorded Music Association)                    | 10      |
| Nova Zelândia (Recording Industry Association of New Zealand) | 17      |
| Reino Unido (UK Albums Chart)                                 | 16      |
| Tabela musical (2012)                                         | Posição |
| Austrália (ARIA Charts)                                       | 2       |
| Espanha (Productores de Música de España)                     | 22      |
| Estados Unidos (Billboard 200)                                | 5       |
| Estados Unidos (Digital Albums)                               | 6       |
| Finlândia (IFPI Finlândia)                                    | 51      |
| Hungria (Magyar Hanglemezkiadók Szövetsége)                   | 34      |
| Irlanda (Irish Recorded Music Association)                    | 8       |
| Itália (Federazione Industria Musicale Italiana)              | 12      |
| México (Mexican Albums Chart)                                 | 1       |
| Nova Zelândia (Recording Industry Association of New Zealand) | 3       |
| Países Baixos (MegaCharts)                                    | 37      |
| Reino Unido (UK Albums Chart)                                 | 15      |
| Suécia (Sverigetopplistan)                                    | 29      |
| Suíça (Schweizer Hitparade)                                   | 55      |
| Tabela musical (2013)                                         | Posição |
| Austrália (ARIA Charts)                                       | 50      |
| Irlanda (Irish Recorded Music Association)                    | 13      |
| Itália (Federazione Industria Musicale Italiana)              | 59      |
| Japão (Oricon)                                                | 52      |
| México (Mexican Albums Chart)                                 | 12      |
| Tabela musical (2014)                                         | Posição |
| Itália (Federazione Industria Musicale Italiana)              | 80      |

| País                       | Certificação      |
| -------------------------- | ----------------- |
| Austrália (ARIA)           | 5× Platina        |
| Brasil (ABPD)              | Platina           |
| Canadá (Music Canada)      | 3× Platina        |
| Chile (IFPI Chile)         | Ouro              |
| Dinamarca (IFPI Dinamarca) | Ouro              |
| Espanha (PROMUSICAE)       | Ouro              |
| Estados Unidos (RIAA)      | 2× Platina        |
| França (SNEP)              | Ouro              |
| Grécia (IFPI Grécia)       | Ouro              |
| Irlanda (IRMA)             | 3× Platina        |
| Itália (FIMI)              | Platina           |
| Japão (RIAJ)               | Ouro              |
| México (AMPROFON)          | 4× Platina + Ouro |
| Nova Zelândia (RIANZ)      | 3× Platina        |
| Polônia (ZPAV)             | Platina           |
| Portugal (AFP)             | Ouro              |
| Reino Unido (BPI)          | 3× Platina        |
| Suécia (GLF)               | Platina           |
| União Europeia (IFPI)      | Platina           |
| Venezuela (APFV)           | 4× Platina        |

## Créditos
Lista-se abaixo os profissionais envolvidos na elaboração de Up All Night, de acordo com o portal Allmusic:
| - AJ Junior – composição - Beatgeek – composição, produção - Alaina Beaton – composição - Orlando Calzada – mixagem - Kelly Clarkson – composição - Tom Coyne – masterização - Carl Falk – composição, produção - Tom Fletcher – composição - Matt Furmidge – mixagem - Josh Devine - bateria - Toby Gad – composição - Chris Galland – assistência - Serban Ghenea – mixagem - Chris Gray – ilustrações - John Hanes – mixagem - Wayne Hector – composição - Niall Horan – composição, vocais - Ash Howes – mixagem, produção - Jimmy Joker – compsição, produção - Savan Kotecha – composição, produção - Steve Mac – arranjos, composição, produção - Eric Madrid – assistência - Zayn Malik – composição, vocais | - Manny Marroquin – mixagem - Paul Meehan – composição, produção - Tom Meredith – composição, produção - Liam Payne – composição, vocais - Brian Rawling – produção - RedOne – composição, produção - August Rigo – composição - Lindy Robbins – composição - Steve Robson – composição, produção - Jamie Scott – composição - Phil Seaford – assistência - Ed Sheeran – composição - Teddy Sky – composição - Shep Solomon – composição, produção - Matt Squire – composição, produção - Richard Stannard – produção - Harry Styles – composição, vocal - Lou Teasdale – cabeleireiro, maquiagem - Louis Tomlinson – composer, vocals - John Urbano – fotografia - Caroline Watson – estilista - Rami Yacoub – composição, produção |

## Histórico de lançamento
| País           | Data                    | Formato              | Gravadora                      |
| -------------- | ----------------------- | -------------------- | ------------------------------ |
| Irlanda        | 18 de novembro de 2011  | CD, download digital | Syco Music, Sony Music         |
| Países Baixos  | 18 de novembro de 2011  | CD, download digital | Syco Music, Sony Music         |
| Suécia         | 18 de novembro de 2011  | CD, download digital | Syco Music, Sony Music         |
| Bélgica        | 21 de novembro de 2011  | CD, download digital | Syco Music, Sony Music         |
| Noruega        | 21 de novembro de 2011  | CD, download digital | Syco Music, Sony Music         |
| Reino Unido    | 21 de novembro de 2011  | CD, download digital | Syco Music, Sony Music         |
| Austrália      | 25 de novembro de 2011  | CD, download digital | Syco Music, Sony Music         |
| Nova Zelândia  | 28 de novembro de 2011  | CD, download digital | Syco Music, Sony Music         |
| Dinamarca      | 6 de fevereiro de 2012  | CD, download digital | Syco Music, Sony Music         |
| Hungria        | 6 de fevereiro de 2012  | CD, download digital | Syco Music, Sony Music         |
| Polônia        | 6 de fevereiro de 2012  | CD, download digital | Syco Music, Sony Music         |
| Portugal       | 6 de fevereiro de 2012  | CD, download digital | Syco Music, Sony Music         |
| Itália         | 7 de fevereiro de 2012  | CD, download digital | Syco Music, Sony Music         |
| Coreia do Sul  | 7 de fevereiro de 2012  | CD, download digital | Syco Music, Sony Music         |
| Taiwan         | 17 de fevereiro de 2012 | CD, download digital | Sony Music Taiwan              |
| Estados Unidos | 13 de março de 2012     | CD, download digital | Columbia Records               |
| Canadá         | 13 de março de 2012     | CD, download digital | Columbia Records               |
| México         | 13 de março de 2012     | CD, download digital | Sony Music México              |
| Brasil         | 13 de março de 2012     | CD, download digital | Sony Music Brasil              |
| Alemanha       | 25 de maio de 2012      | CD, download digital | Syco Music, Sony Music         |
| Japão          | 8 de agosto de 2012     | CD, download digital | Sony Music Entertainment Japan |